# Pagament
Pagament (von mlat. pagimentum, aus pagare, dt. bezahlen) ist eine Bezeichnung aus dem 17. und 18. Jahrhundert für Schmelzmaterial zur Münzprägung, das aus fremden und eigenen Münzen unterschiedlicher Herkunft gewonnen wurde, im Gegensatz zu Bruchmaterial von Gegenständen aus Gold oder Silber sowie Barren. Pagament nennt man auch die Zahlung, besonders die Art der Zahlung bis zum Eintritt der beschlossenen Außerkurssetzung von Münzen.

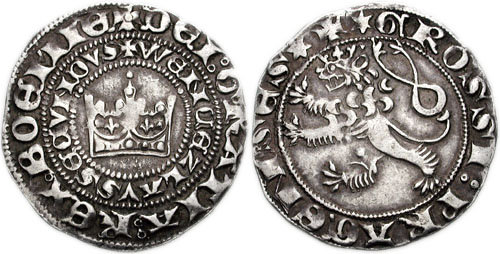
Beschnittene Prager Groschen wurden bei Einführung der Breiten Groschen in der Markgrafschaft Meißen als Pagament verwendet.

Zum Beispiel wurde bei der Einführung der Groschenwährung in der Markgrafschaft Meißen, die im Jahr 1338 mit Beiten Groschen erfolgte, zunächst die noch umlaufenden alten Prager Groschen als Beiwährung für den allgemeinen Zahlungsverkehr weiterhin verwendet. Sie wurden als Silberpagament angesehen und pauschal um 20 % herabgesetzt. Die Münzen waren in Folge ihrer langen Umlaufzeit stark abgenutzt und zum größten Teil an ihren Rändern beschnitten.